# Mesoxantha ethoseoides
Mesoxantha ethoseoides is een vlinder uit de familie Nymphalidae. De wetenschappelijke naam van de soort is voor het eerst geldig gepubliceerd in 1914 door Hans Rebel.